# Bracon teius
Bracon teius är en stekelart som beskrevs av Cameron 1904. Bracon teius ingår i släktet Bracon och familjen bracksteklar. Inga underarter finns listade.